# Rolls-Royce Falcon
Il Rolls-Royce Falcon era un motore aeronautico sviluppato dalla britannica Rolls-Royce Limited nel 1915.
Era una versione ridotta del Rolls-Royce Eagle. Il Falcon era un motore raffreddato a liquido con 12 cilindri a V. Alesaggio e corsa erano di 101,6 per 146 mm. La produzione iniziò nel settembre del 1916 e, dato il successo ottenuto da questo motore, continuò fino al 1927. Ne furono costruiti 2.185.

## Varianti
- Falcon I (Rolls-Royce 190 hp Mk I)
  - 1916-17: 230 hp, prodotto in 250 esemplari.
- Falcon II (Rolls-Royce 190 hp Mk II)
  - 1917: 253 hp, con carburatori di diametro maggiore, prodotto in 250 esemplari.
- Falcon III (Rolls-Royce 190 hp Mk III)
  - 1917-27: 285 hp, con rapporto di compressione aumentato (5,3:1), l'originaria coppia di carburatori fu sostituita da quattro carburatori Rolls-Royce/Claudel-Hobson, prodotto in 1.685 esemplari.

## Velivoli utilizzatori
Regno Unito
- Airco DH.7 (previsto)
- Armstrong Whitworth F.K.12
- Avro 523C Pike
- Avro 529
- Blackburn G.P.
- Blackburn Kangaroo
- Blackburn Sprat
- Bristol Type 12 F.2A
- Bristol Type 27 F.2B Coupe
- Bristol F.2 Fighter
- Bristol Type 86 Greek Tourer
- Bristol Type 96
- de Havilland DH.37
- Fairey F.2
- Fairey N.9
- Martinsyde F.3
- Martinsyde R.G
- Martinsyde Buzzard
- Parnall Perch
- Royal Aircraft Factory F.E.2
- Royal Aircraft Factory R.E.7
- Vickers F.B.14
- Vickers Viking
- Vickers Vendace
- Vickers Vedette
- Westland Limousine
- Westland Wizard